# 1505
1505 (MDV) var ett normalår som började en onsdag i den julianska kalendern.

## Händelser

### Juli
- 1 juli – Svenskarna döms i sin frånvaro för majestätsbrott (Kalmardomen). Domen sanktioneras av den tysk-romerske kejsaren Maximilian.

### Oktober
- 27 oktober – Vid Ivan III:s död efterträds han som storfurste av Moskvariket av sin son Vasilij III, som kommer att sitta på tronen till sin egen bortgång 1533.

### November
- 15 november – Portugiserna under Lourenço de Almeidas ledning anländer till Ceylon.[1]

### Okänt datum
- Kung Hans anländer till det möte i Kalmar, som beslutades 1504, men svenskarna infinner sig inte.
- Ett sjöslag utkämpas mellan svenskar och danskar, okänt var och med okänd utgång.
- Den äldsta kända gränsfreden (mellan bönder på varsin sida riksgränsen) i svensk historia sluts mellan blekingska och småländska bönder.
- Michelangelo får en beställning på 12 apostlastatyer till domen i Florens.
- Francisco de Almeida blir Portugals vicekung i Indien, med uppgiften att etablera permanenta försvarsanläggningar för att kunna skapa ett varaktigt kolonialvälde. På vägen till Indien intar Almeida Mombasa för Portugals räkning.
- Wu-tsung blir kejsare av Kina (fram till 1521). Han har enbart intellektuella intressen och enucken Liu Chin blir den reelle härskaren.

## Födda
- 13 januari – Joakim II, kurfurste av Brandenburg
- 15 september – Maria av Habsburg, drottning av Ungern och ståthållare i Nederländerna
- Margaret Roper, engelsk författare och översättare

## Avlidna
- 4 februari – Jeanne, drottning av Frankrike
- 8 juni – Hongzhi-kejsaren, kejsare av Kina
- 30 augusti – Elisabet av Österrike, drottning av Polen och storhertiginna av Litauen
- 27 oktober – Ivan III, storfurste av Moskva

### Fotnoter
1. ↑  World Statesmen (läst 4 april 2011)